# Bahamas aux Jeux olympiques d'été de 1964
Les Bahamas participent aux Jeux olympiques d'été de 1964 à Tokyo au Japon du 10 octobre au 24 octobre 1964. Il s'agit de sa 4e participation à des Jeux d'été en tant que colonie britannique.
Lors de cette olympiade, le pays décroche son premier titre olympique en voile avec Durward Knowles et Cecil Cooke en catégorie Star.

## Liste des médaillés français

### Médailles d'or
| Sport              | Discipline | Sportifs                    | Performance |
| Médailles d'or : 1 |            |                             |             |
| Voile              | Star       | Durward Knowles Cecil Cooke | 5664 pts    |

## Résultats par événement

### Athlétisme
Hommes
Courses
| Athlète       | Épreuve | Séries   | Séries | Quarts de finale | Quarts de finale | Demi-finales | Demi-finales | Finale   | Finale |
| Athlète       | Épreuve | Résultat | Rang   | Résultat         | Rang             | Résultat     | Rang         | Résultat | Rang   |
| ------------- | ------- | -------- | ------ | ---------------- | ---------------- | ------------ | ------------ | -------- | ------ |
| Tom Robinson  | 100 m   | 10.50    | 1 Q    | 10.38            | 1 Q              | 10.22        | 2 Q          | 10.57    | 8      |
| George Collie | 100 m   | 10.90    | 5      | DNA              | DNA              | DNA          | DNA          | DNA      | DNA    |
| George Collie | 200 m   | 21.91    | 5      | DNA              | DNA              | DNA          | DNA          | DNA      | DNA    |

Concours
| Athlète          | Épreuve     | Qualification | Qualification | Finale   | Finale |
| Athlète          | Épreuve     | Distance      | Rang          | Distance | Rang   |
| ---------------- | ----------- | ------------- | ------------- | -------- | ------ |
| Hartley Saunders | Triple saut | 14.59         | 29            | DNA      | DNA    |

### Voile
| Sportif                                    | Catégorie     | Course | Course | Course | Course | Course | Course | Course | Total points | Rang final |
| Sportif                                    | Catégorie     | 1      | 2      | 3      | 4      | 5      | 6      | 7      | Total points | Rang final |
| ------------------------------------------ | ------------- | ------ | ------ | ------ | ------ | ------ | ------ | ------ | ------------ | ---------- |
| Durward Knowles Cecil Cooke                | Star          | 1      | 5      | DNF    | 6      | 1      | 1      | 7      | 5664         | 1er        |
| Godfrey Kelly Maurice Kelly Robert Eardley | Dragon        | 16     | 13     | 13     | 4      | 5      | 9      | 1      | 4294         | 7          |
| Robert Symonette Roy Ramsay Percy Knowles  | 5,5 mètres JI | 9      | 13     | 11     | 3      | 3      | 10     | 10     | 2713         | 9          |